# Ядро (теорія категорій)
Ядро в теорії категорій — категорний еквівалент ядра гомоморфізма з загальної алгебри; інтуїтивно, ядро морфізма {\displaystyle f\colon X\to Y} — «найбільш загальний» морфізм {\displaystyle k\colon K\to X}композиція якого із {\displaystyle f} дає нульовий морфізм.

## Означення
Нехай {\displaystyle {\mathcal {C}}} — категорія з нульовими морфізмами. Тоді ядром морфізма {\displaystyle f\colon X\to Y} називається морфізм  {\displaystyle k\colon K\to X} для якого виконується виконується універсальна властивість:
- {\displaystyle f\circ k} — нульовий морфізм з {\displaystyle K} в {\displaystyle Y}:
- Для будь-якого морфізма {\displaystyle k'\colon K'\to X}, такого що {\displaystyle f\circ k'} - нульовий, існує єдиний морфізм {\displaystyle u\colon K'\to K}, такий що {\displaystyle k\circ u=k'}:

Морфізм може не мати ядра. У випадку коли ядра існують то вони є ізоморфними: якщо k : K → X і l : L → X є ядрами f : X → Y, то існує єдиний ізоморфізм φ : K → L для якого l ∘ φ = k.

## Приклади
У багатьох категоріях це визначення ядра збігається зі звичайним: якщо {\displaystyle f\colon X\to Y} — гомоморфізм груп або модулів, то ядро в категорному сенсі — вкладення ядра в алгебричному сенсі в прообраз.
Однак в категорії моноїдів ядра в категорному сенсі аналогічні ядрам груп, тому означення ядра в теорії моноїдів трохи відрізняється. У категорії кілець, навпаки, ядер в категорному сенсі не існує взагалі, оскільки не існує нульових морфізмів. Інтерпретувати ядра моноїдів і кілець в теорії категорій можна за допомогою концепції пар ядер.
У категорії топологічних просторів із виділеною точкою якщо f : X → Y є неперервним відображенням таких просторів (тобто образом виділеної точки є виділена точка), то прообраз виділеної точки, K, є підпростором у X. Включення K в X є категорним ядром функтора f.

## Зв'язок з іншими категорноми поняттями
Двоїсте до ядра поняття — коядро, тобто ядро морфізма — його коядро в двоїстій категорії, і навпаки.
Кожне ядро, є мономорфізмом. Навпаки, мономорфізм називається нормальним, якщо він є ядром іншого морфізма. Категорія називається нормальною, якщо будь-який мономорфізм в ній є нормальним.
Зокрема, абелеві категорії є нормальними. У цій ситуації, ядро коядра морфізма називається його образом. Зокрема кожен мономорфізм є своїм власним образом.